# Musisz żyć
Musisz żyć – polski film obyczajowy z 1997 roku w reżyserii Konrada Szołajskiego. Zdjęcia kręcono w Warszawie.

## Opis fabuły
Ekipa telewizyjna ma nakręcić film o kochającej się i szczęśliwej rodzinie. Ten wybór pada na rodzinę Hyńczaków. Adam Hyńczak (Piotr Fronczewski) ma świetną pracę bankowca. Razem z żoną Magdą (Marzena Trybała) są tak zajęci swoimi sprawami, że nie zauważają, co dzieje się z ich dorastającym synem, Jackiem (Wojciech Klata). Chłopak od dłuższego czasu ma problemy z narkotykami i coraz trudniej jest mu to ukryć. Gdy dowiadują się o problemach Jacka, nie mogą w to uwierzyć, że ich syn - zawsze miły i rozsądny wpakowałby się w takie coś. Po pewnym czasie Jacek znika, a Adam rozpoczyna poszukiwania syna.

## Obsada
- Piotr Fronczewski – Adam Hyńczak, ojciec Jacka
- Sława Kwaśniewska – ciotka Bronka
- Marzena Trybała – Magda Hyńczak, żona Adama
- Dominika Ostałowska – Agnieszka, córka Hyńczaków
- Wojciech Klata – Jacek Hyńczak
- Edyta Łukaszewska – "Yopi"
- Adam Ferency – Witold, przyjaciel i współpracownik Adama
- Krzysztof Kowalewski – Wolski, klient banku
- Stanisława Celińska – Teresa, matka narkomanki, uczestniczka spotkań w "Powrocie z U."
- Edyta Jungowska – redaktorka tv
- Jan Wieczorkowski – Marcin
- Sławomir Federowicz – mężczyzna w ośrodku dla narkomanów
- Paweł Burczyk – policjant
- Paweł Nowisz - policjant po cywilu
- Agnieszka Kotlarska
- Małgorzata Foremniak – lekarka
- Rafał Mohr – narkoman
- Iwona Bielska – Maria
- Cezary Żak – zakonnik w „Kontenerze”